# Подвысокое (Винницкая область)
Подвысокое (укр. Підвисоке) — село на Украине, находится в Оратовском районе Винницкой области.
Код КОАТУУ — 0523184101. Население по переписи 2001 года составляет 565 человек. Почтовый индекс — 22655. Телефонный код — 4330.
Занимает площадь 2,787 км².

## Адрес местного совета
22655, Винницкая область, Оратовский р-н, с. Подвысокое, ул. Ленина, 20